# Gustav Ahlqvist
Gustav Herbert Ahlqvist, född 2 juni 1922 i Gävle, död 2 februari 1981 i Västerås, var en svensk byggmästare. 
Ahlqvist, som var son till direktör Herbert Ahlqvist och Margit Widell, avlade studentexamen i Uppsala 1943, byggnadsingenjörsexamen 1944 och studerade även i Schweiz och Italien. Han blev teknisk-ekonomisk utredningsman vid Byggnadsfirma Anders Diös i Uppsala 1945, avdelningschef hos Nils-K-son Blomquist 1949–1950 och var verkställande direktör i Byggnads AB Gustav Ahlqvist från 1956 (innehavare från 1950, styrelseledamot), Industri- och Kraftbyggnads AB från 1955 (styrelseledamot). Han bedrev omfattande byggnadsverksamhet inom Kopparbergs, Västmanlands, Östergötlands och Kalmar län. Han var styrelseledamot i Svenska entreprenörföreningen från 1963, AB Carl Keijser & Co metallfabrik från 1958, AB Västeråsbyggen från 1956, Västerås byggnadsförening från 1956, ledamot av  Västerås lantegendomsnämnd från 1951 (vice ordförande från 1963), av centrala byggnadskommittén från 1960, av kommittén för bostadsförsörjning 1950–1962 och av taxeringsnämnden från 1954. Han skrev diverse artiklar i fackpress.